# Michel Margue
Pour les articles homonymes, voir Margue.
Vous pouvez aider à l'améliorer ou bien discuter des problèmes sur sa page de discussion.
- Il ne s’appuie pas, ou pas assez, sur des sources secondaires ou tertiaires. (Marqué depuis mars 2016)
- Sa forme n’est pas encyclopédique et ressemble trop à un curriculum vitæ. Modifiez le texte pour aider à le transformer en article neutre. (Marqué depuis mars 2016)

- Archive Wikiwix
- Bing
- Cairn
- DuckDuckGo
- E. Universalis
- Gallica
- Google
- G. Books
- G. News
- G. Scholar
- Persée
- Qwant
- (zh) Baidu
- (ru) Yandex
- (wd) trouver des œuvres sur Wikidata

Michel Margue, né à Luxembourg le 28 septembre 1959, est un historien médiéviste luxembourgeois et professeur à l'Université du Luxembourg.

## Formation et carrière
Fils et petit-fils d'historiens, Michel Margue a effectué ses études supérieures au Centre universitaire de Luxembourg, embryon de l'actuelle Université du Luxembourg, et à l'Université de Strasbourg II. Titulaire d'une maîtrise portant sur la noblesse du duché de Luxembourg au XVe siècle (sous la direction de Francis Rapp), il a poursuivi son cursus par un 3e cycle de trois années de formation pédagogique en vue de l'agrégation luxembourgeoise et, en 1985, a été titularisé « Professeur de l'Enseignement secondaire et supérieur » (titre officiel). Sa thèse de 3e cycle, dirigée par Michel Parisse de l'Université de Nancy, portait sur les nobles et la chevalerie dans le comté de Luxembourg aux XIIe et XIIIe siècles.
Titularisé, Michel Margue a été professeur d'abord au Lycée technique d'Ettelbruck, puis, en 1988, au Lycée technique des Arts et Métiers à Luxembourg. De 1992 à 2003, il a également été assistant à temps partiel à l'Université libre de Bruxelles (ULB), plus précisément à la faculté de Philosophie et Lettres (section d'histoire, sous-section « Moyen Âge »).
En 1999, Michel Margue fut promu « Docteur en Philosophie et Lettres, orientation Histoire », mention « Plus grande distinction », à l'ULB. Sa thèse, qui fut dirigée par le professeur Alain Dierkens, s'intitulait Autorité publique et conscience dynastique - Études sur les représentations du pouvoir princier entre Meuse et Moselle (Xe-début XIIe siècle).
Le 8 janvier 2001, il obtint sa nomination en tant qu'"assistant professeur" au Centre universitaire de Luxembourg (CunLux).
Le 1er octobre 2002, il fut nommé enseignant-chercheur au CunLux d'abord, puis à la toute nouvelle Université du Luxembourg (UniLu) avec le titre de professeur.
De 2003 à 2007, il fut chargé d'enseignement à l'ULB.
En 2003, il devint directeur d'études du master en histoire européenne à l'UniLu, et, en 2006, il fut nommé directeur de l'Unité de recherche « Identités, politiques, sociétés, espaces » (IPSE), toujours à l'UniLu. De janvier 2008 à février 2013, Michel Margue exerça les fonctions de doyen de la Faculté des Lettres, Sciences humaines, Arts et Sciences de l'Éducation de l'UniLu.
Membre effectif notamment de l'Institut grand-ducal (section des sciences historiques) et de la Société d'histoire rhénane, membre par ailleurs du Centre luxembourgeois de documentation et d'études médiévales (CLUDEM) fondé essentiellement par son père (Paul Margue), Michel Margue est l'auteur et/ou le directeur ou éditeur de nombreux travaux - rédigés tantôt en français, tantôt en allemand - portant sur la Lotharingie, l'évolution territoriale du comté puis duché de Luxembourg, les dynastes luxembourgeois ayant accédé à la dignité impériale (Empire romain germanique) et/ou au trône du royaume de Bohême, la symbolique du pouvoir au Moyen Âge, la mémoire et les identités par rapport à l'histoire.
Michel Margue est marié et père de 4 enfants.

## Publications (échantillon)
- Du comté à l'Empire: origines et épanouissement du Luxembourg, in: Histoire du Luxembourg; sous la direction du Pr Gilbert Trausch; Toulouse (Privat), 2002; pp. 67-147.
- Mort et pouvoir - Le choix du lieu de sépulture (Xe – XIIe siècles); in: Actes du colloque international 'Sépultures, mort et symbolique du pouvoir au Moyen Âge' (11èmes Journées lotharingiennes); édités par Michel Margue in: Publications de la Section historique de l'Institut grand-ducal (PSH), vol. CXVIII (2006), pp. 287-320 (ill.).
- La fée Mélusine - Le mythe fondateur de la Maison de Luxembourg; in: Bestiaire d'Ardenne - Les animaux dans l'imaginaire des Gallo-Romains à nos jours; Bastogne, 2006; pp. 129-137.
- Politique monastique et pouvoir souverain : Henri V, sire souverain, fondateur de la principauté territoriale luxembourgeoise ?; in: Le Luxembourg en Lotharingie - Mélanges Paul Margue / Luxemburg im lotharingischen Raum - Festschrift Paul Margue; Luxembourg (éd. Saint-Paul), 1993; pp. 403-432.
- (sous la direction de Michel Margue) Ermesinde et l'affranchissement de la ville de Luxembourg - Études sur la femme, le pouvoir et la ville au XIIIe siècle; Luxembourg (Publications du Musée d'histoire de la ville de Luxembourg & Publications du CLUDEM, t. 7), 1994. Ce volume contient notamment 5 contributions de Michel Margue, dont 2 en collaboration avec le médiéviste Michel Pauly.
- Ermesinde de Luxembourg; notice biographique publiée in: Nouvelle biographie nationale de Belgique, t. 2; Bruxelles (Acad. royale), 1999; pp. 147-151.
- De la fondation privilégiée à la nécropole familiale: l'abbaye de Clairefontaine - Réflexions préliminaires à l'étude d'un lieu de mémoire dynastique; in: Annales de l'Institut archéologique du Luxembourg (= province belge), t. 126-127 (1995); Arlon, 1995; pp. 59-91.
- Die Erbtochter, der fremde Fürst und die Stände. 'Internationale' Heiraten als Mittel der Machtpolitik im Spannungsfeld zwischen Hausmacht und Land; in: Die Erbtochter, der fremde Fürst und das Land - Die Ehe Johanns des Blinden und Elisabeths von Böhmen in vergleichender europäischer Perspektive / L'héritière, le prince étranger et le pays - Le mariage de Jean l'Aveugle et d'Élisabeth de Bohême dans une perspective comparative européenne; actes du colloque des 30 septembre et 1er octobre 2010 à Luxembourg, organisé par le Musée d'Histoire de la Ville de Luxembourg et l'UniLu, édités par Michel Pauly; Publications du CLUDEM, t. 38; Luxembourg, 2013; pp. 27-45.
- (en collab. avec Michel Pauly) Vom Altmarkt zur Schobermesse. Stadtgeschichtliche Voraussetzungen einer Jahrmarktgründung; in: Schueberfouer 1340-1990; Publications du CLUDEM, n° 1; Luxembourg (éd. Saint-Paul), 1990; pp. 9-40.
- (en collab. avec Michel Pauly)  << Pour ce que nous desirrons moult le profit et avancement de nostre pays et especiaulment de nostre ville de Lucembourc >> - Kurze Bemerkungen zum wirtschaftlichen Umfeld der Gründung der Schobermesse; in: Schueberfouer 1340-1990; Publications du CLUDEM, n° 1; Luxembourg (éd. Saint-Paul), 1990; pp. 47-61.